# Рефн, Николас Виндинг
Николас Виндинг Рефн (дат. Nicolas Winding Refn; род. 29 сентября 1970, Копенгаген) — датский кинорежиссёр, сценарист, продюсер и актёр. Обладатель приза за лучшую режиссуру на 64-м Каннском кинофестивале, номинант на премию BAFTA в категории «Лучшая режиссёрская работа» за фильм «Драйв».

## Биография
Николас Виндинг Рефн родился 29 сентября 1970 года в Копенгагене, Дания, в семье датского кинорежиссёра и монтажёра Андерса Рефна и кинооператора Вибеке Виндинг. Брат Николаса — датский певец Каспер Виндинг. Часть детства Рефн с семьёй провёл в Нью-Йорке.
В 1981 году перебрался в США, где поступил в Американскую академию драматических искусств для обучения актёрскому мастерству, однако был исключён спустя год за то, что кинул стол в стену во время импровизации. Позже перебрался обратно в Копенгаген, где был принят в Национальную киношколу Дании, но решил бросить обучение за месяц до его начала. Первый полнометражный фильм Рефн снял в 1996 году, срежиссировав криминальный триллер «Дилер». После успеха картины, Рефн выступал режиссёром на съёмочных площадках ещё двух его продолжений.
В 2011 году на экраны мировых кинотеатров вышел триллер «Драйв» с Райаном Гослингом в главной роли. За режиссуру картины Николас Виндинг Рефн стал обладателем приза за лучшую режиссёрскую работу на 64-м Каннском кинофестивале. Аналитики отмечали, что председатель жюри Роберт Де Ниро мог отдать приз Рефну только из-за того, что лента напомнила ему скорсезовского «Таксиста», в котором Де Ниро исполнил главную роль. Фильм был благосклонно воспринят кинокритиками и получил множество кинопризов и наград.
Следующая работа Рефна — арт-хаусный триллер «Только Бог простит» (2013) — была гораздо менее тепло принята мировой кинопрессой, отмечавшей плоскость его персонажей и запредельную жестокость, проявляющуюся едва ли не в каждом кадре. Главную роль в картине, вошедшей в основную конкурсную программу 66-го Каннского кинофестиваля, снова исполнил Райан Гослинг.
В 2014 году вошёл в состав жюри 67-го Каннского кинофестиваля.
Режиссёрский стиль Рефна отличается яркими и контрастными визуальными образами, в многом сформированными дальтонизмом режиссёра: «Я не различаю полутона. Вот почему все мои фильмы очень контрастны, если бы это было что-то еще, я бы этого не увидел». Тягу к визуальному повествованию Рефн также объясняет тем, что до 13 лет он не умел читать из-за дислексии, и изображения были для него главным способом восприятия историй.
В июле 2023 года стало известно, что Рефн экранизирует серию детских детективных книг «Великолепная пятёрка» писательницы Энид Блайтон.

## Личная жизнь
Николас Виндинг Рефн женат на актрисе Лив Корфиксен, от которой у режиссёра есть две дочери.
Его жена написала сценарий и сняла документальный фильм «Моя жизнь, снятая Николасом Виндингом Рефном», в котором рассказала о «закулисном» опыте съемок фильма «Только Бог простит», когда всей семье пришлось переехать в Таиланд. Документальный фильм получил положительные отзывы после премьеры на Fantastic Fest и Beyond Fest.
- «Токийский скиталец»
- «Битва за Алжир»
- «Вампир»
- «Ночь охотника»
- «Видеодром»
- «Плоть для Франкенштейна» («картина, которую я всегда хотел создать сам»)
- «Сладкий запах успеха»
- «Моя собачья жизнь»
- «Красавица и чудовище»
- «Рождённый убивать»

## Фильмография
| Год  | Название                              | Примечания                          |
| ---- | ------------------------------------- | ----------------------------------- |
| 1996 | «Дилер»                               | режиссёр, автор сценария и актёр    |
| 1999 | «Истекающий кровью»                   | режиссёр, автор сценария и продюсер |
| 2003 | «Страх «Икс»»                         | режиссёр, автор сценария            |
| 2004 | «Дилер 2»                             | режиссёр, автор сценария            |
| 2005 | «Дилер 3»                             | режиссёр, автор сценария            |
| 2008 | «Бронсон»                             | режиссёр, автор сценария            |
| 2009 | «Валгалла: Сага о викинге»            | режиссёр, автор сценария            |
| 2011 | «Драйв»                               | режиссёр                            |
| 2013 | «Только Бог простит»                  | режиссёр, автор сценария            |
| 2016 | «Неоновый демон»                      | режиссёр, автор сценария            |
| 2019 | «Слишком стар, чтобы умереть молодым» | режиссёр, автор сценария и продюсер |
| 2023 | «Ковбой из Копенгагена»               | режиссёр, автор сценария и продюсер |
|      | «Её личный ад»                        | режиссёр, автор сценария            |

#### Компьютерные игры
- Death Stranding — Хартмэн (модель)
- Death Stranding 2: On The Beach — Хартмэн (модель)